# Golden Rock (site)

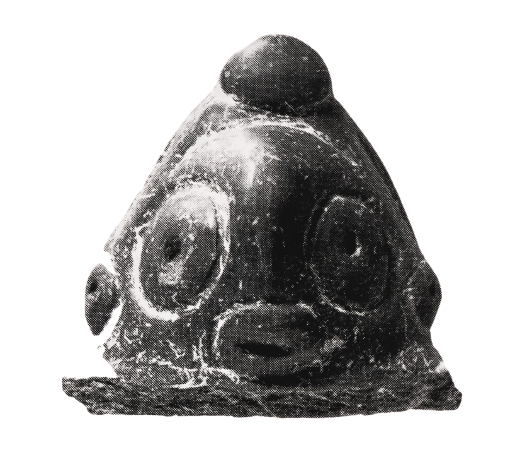
Adorno, Saladoid-aardewerk opgegraven van de Golden Rock-site Sint Eustatius in de tachtiger jaren van de twintigste eeuw

De Golden Rock-site is de naam van een archeologische site in het midden van het eiland Sint Eustatius (de Cultuurvlakte) vernoemd naar de voormalige Golden Rock-plantage op deze locatie. Golden Rock was de bijnaam van Sint Eustatius vanwege zijn prominente rol als belangrijke koloniale handelshaven aan het einde van de 17e en het begin van de 18e eeuw. De site bevat de overblijfselen van een laat Saladoid-dorp, een Afrikaanse begraafplaats en de resten van een dorp van slaafgemaakte Afrikanen.

## Saladoidcultuur
In 1923 werd door  J.P.B. de Josselin de Jong, hoogleraar volkenkunde van de Universiteit Leiden, het eerste bewijs gevonden dat er ooit inheemse volkeren van Amerika op Sint Eustatius leefden. Hij vond de resten van een Saladoid-dorp in het midden van de cultuurvlakte op vijf locaties rond het huidige vliegveld. De Josselin de Jong noemde het cluster de Golden Rock-site.
In 1984 startte een grootschalig archeologisch onderzoek dat doorliep tot 1987. Er werd 2800 vierkante meter onderzocht, destijds de grootste precolombiaanse opgraving in de Kleine Antillen. In het noorden van het opgravingsgebied werden twee cirkelvormige structuren gevonden, een zeer grote en een kleinere. Uit het onderzoek bleek dat de meest waarschijnlijke functie van de grote structuur in het precolombiaanse tijdperk die van een maloca was.
Tijdens de opgravingen werden de overblijfselen van negen inheemse individuen opgegraven. Deze menselijke resten lagen sindsdien opgeslagen in een depot van de Universiteit Leiden en werden in maart 2023 gerepatrieerd naar Sint Eustatius. Verder vonden de archeologen aardewerken scherven, bot, koraal, steen en gereedschap van schelpen.

## Afrikaanse (diaspora)cultuur
In juni 2021 begon een internationaal team van archeologen opgravingen op mogelijk de grootste Afrikaanse begraafplaats in het Caribisch gebied, afgezien van de Newton Slave Burial Ground op Barbados. De locatie van deze begraafplaats lag deels in hetzelfde gebied als de Saladoid archeologische vondsten. De begraafplaats maakte deel uit van de voormalige plantage Golden Rock, een van de grootste plantages in Sint Eustatius in de koloniale tijd en ook gelegen in de Cultuurvlakte.
De opgravingen op de Golden Rock-site werden stopgezet vanwege protesten van de lokale bevolking die bewust niet op de hoogte was gesteld, zoals geconcludeerd in een onderzoeksrapport uitgevoerd in opdracht van de overheid van Sint Eustatius.